# III. třída okresu Přerov
III. třída okresu Přerov (okresní soutěž III. třídy) je devátá nejvyšší fotbalová soutěž v Česku, v přerovském okrese. Hraje se každý rok od léta do jara se zimní přestávkou. Na konci ročníku nejlepší dva týmy postupují do II. třídy okresu Přerov a dva nejhorší týmy sestoupí do IV. třídy okresu Přerov (jeden do skupiny A a jeden do skupiny B).

## Vítězové

### III. třída okresu Přerov skupina A
| Ročník    | Vítězný tým        |
| --------- | ------------------ |
| 2003/2004 | Slavoj Kojetín „B“ |
| 2004/2005 | SK Sokol Lobodice  |
| 2005/2006 | TJ Sokol Říkovice  |
| 2006/2007 | SC Stará Ves       |
| 2007/2008 | TJ Sokol Majetín   |
| 2008/2009 | TJ Sokol Majetín   |
| 2009/2010 | TJ Sokol Čekyně    |
| 2010/2011 | FK Troubky „B“     |
| 2011/2012 | TJ Sokol Čekyně    |
| 2012/2013 | SK Sokol Lobodice  |
| 2013/2014 | TJ Haná Měrovice   |
| 2014/2015 | Sokol Prosenice    |
| 2015/2016 | TJ Haná Měrovice   |
| 2016/2017 | KMK Zubr Přerov    |
| 2017/2018 | TJ Union Lověšice  |
| 2018/2019 |                    |

### III. třída okresu Přerov skupina B
| Ročník    | Vítězný tým                      |
| --------- | -------------------------------- |
| 2003/2004 | TJ Sokol Ústí „B“                |
| 2004/2005 | TJ Sokol Horní Moštěnice „B“     |
| 2005/2006 | SK Radslavice „B“                |
| 2006/2007 | ?                                |
| 2007/2008 | TJ Žákovice                      |
| 2008/2009 | SK Radslavice „B“                |
| 2009/2010 | FK Viktorie Přerov               |
| 2010/2011 | SK Hranice „B“                   |
| 2011/2012 | FK Spartak Lipník nad Bečvou „B“ |
| 2012/2013 | KMK Zubr Přerov                  |
| 2013/2014 | TJ Sokol Černotín                |
| 2014/2015 | TJ Sokol Pavlovice u Přerova     |
| 2015/2016 | TJ Sokol Bělotín „B“             |
| 2016/2017 | TJ Sokol Skalička                |
| 2017/2018 | TJ Sokol Skalička                |
| 2018/2019 |                                  |